# Segunda División de México 1979-80
La Temporada 1979-80 de la Segunda División de México fue el XXXI torneo de la historia de la segunda categoría del fútbol mexicano. Los Atletas Campesinos de Querétaro se proclamaron campeones por primera vez, tras vencer a los Osos Grises del Estado de México por 2-1 en la final por el título, de esta forma el equipo queretano logró ascender a la Primera División.

## Cambios
- Atlas ascendió a Primera División.
- Veracruz descendió desde el máximo circuito.
- Deportivo Morelos descendió a Tercera División.
- Lobos de Tlaxcala, SUOO y Cachorros de León ascendieron desde dicha categoría para incrementar el número de equipos de la Segunda División a 24.
- Nacional de Guadalajara se convirtió en Satélites de Tulancingo tras la entrada de nuevos propietarios que decidieron cambiar el nombre y la sede del club.
- Universidad Veracruzana de Córdoba se trasladó a Xalapa, tras el cambio de sede el equipo eliminó el nombre de la localidad de su identidad.

## Formato de competencia
Los veinticuatro equipos se dividen en cuatro grupos de seis clubes, manteniendo los juegos entre los 24 en formato de todos contra todos a visita recíproca en 46 jornadas. Los dos primeros lugares de cada agrupación se clasifican a la liguilla en donde los ocho clubes se reparten en dos grupos de cuatro conjuntos, siendo los líderes los que jugarán la final por el campeonato a visita recíproca.  Por su parte, el último lugar en puntaje descenderá a la Tercera División.

## Equipos participantes

### Equipos por Entidad Federativa
| Entidad Federativa | N.º | Equipos                                                         |
| ------------------ | --- | --------------------------------------------------------------- |
| Veracruz           | 4   | Tuberos, U.V. Coatzacoalcos, Universidad Veracruzana y Veracruz |
| Estado de México   | 3   | Osos Grises, Neza y SUOO                                        |
| Guanajuato         | 3   | Cachorros León, Irapuato y Salamanca                            |
| Michoacán          | 3   | La Piedad, Morelia y Zamora                                     |
| Hidalgo            | 2   | Pachuca y Tulancingo                                            |
| Jalisco            | 2   | Bachilleres y Tapatío                                           |
| Querétaro          | 2   | Atletas Campesinos y Atletas Industriales                       |
| Colima             | 1   | Colima                                                          |
| Morelos            | 1   | Cuautla                                                         |
| Nayarit            | 1   | Tepic                                                           |
| Puebla             | 1   | Nuevo Necaxa                                                    |
| Tlaxcala           | 1   | Lobos de Tlaxcala                                               |

### Información sobre los equipos participantes
| Equipo                  | Ciudad                                  | Estadio                |
| ----------------------- | --------------------------------------- | ---------------------- |
| Atletas Campesinos      | Santiago de Querétaro, Querétaro        | Municipal de Querétaro |
| Atletas Industriales    | Santiago de Querétaro, Querétaro        | Municipal de Querétaro |
| Atlético Morelia        | Morelia, Michoacán                      | Venustiano Carranza    |
| Bachilleres             | Guadalajara, Jalisco                    | Tecnológico UDG        |
| Cachorros León          | León, Guanajuato                        | Nou Camp               |
| Colima                  | Colima, Colima                          | Colima                 |
| Coyotes Neza            | Ciudad Nezahualcóyotl, Estado de México | Metropolitano de Neza  |
| Cuautla                 | Cuautla, Morelos                        | Isidro Gil Tapia       |
| Estado de México        | Toluca, Estado de México                | Toluca 70'             |
| Irapuato                | Irapuato, Guanajuato                    | Irapuato               |
| La Piedad               | La Piedad, Michoacán                    | Juan N. López          |
| Lobos Tlaxcala          | Tlaxcala, Tlaxcala                      | Tlahuicole             |
| Nuevo Necaxa            | Nuevo Necaxa, Puebla                    | 14 de Diciembre        |
| Pachuca                 | Pachuca, Hidalgo                        | Revolución Mexicana    |
| Salamanca               | Salamanca, Guanajuato                   | El Molinito            |
| S.U.O.O.                | Cuautitlán, Estado de México            | Los Pinos              |
| Tapatío                 | Uruapan, Michoacán                      | Hermanos López Rayón   |
| Tepic                   | Tepic, Nayarit                          | Nicolás Álvarez Ortega |
| Tuberos                 | Veracruz, Veracruz                      | Luis Pirata Fuente     |
| Tulancingo              | Tulancingo, Hidalgo                     | Primero de Mayo        |
| Universidad Veracruzana | Xalapa, Veracruz                        | Antonio M. Quirasco    |
| U.V. Coatzacoalcos      | Coatzacoalcos, Veracruz                 | Miguel Hidalgo         |
| Veracruz                | Veracruz, Veracruz                      | Luis Pirata Fuente     |
| Zamora                  | Zamora, Michoacán                       | Municipal de Zamora    |

## Grupos

### Grupo 1
| Pos. | Equipo                 | Pts. | PJ | G  | E  | P  | GF | GC | Dif. | Clasificación               |
| ---- | ---------------------- | ---- | -- | -- | -- | -- | -- | -- | ---- | --------------------------- |
| 1    | Atletas Campesinos (C) | 63   | 46 | 22 | 9  | 15 | 68 | 47 | +21  | Cuadrangular de la liguilla |
| 2    | Nuevo Necaxa           | 59   | 46 | 19 | 13 | 14 | 64 | 52 | +12  | Cuadrangular de la liguilla |
| 3    | Veracruz               | 57   | 46 | 19 | 10 | 17 | 64 | 63 | +1   |                             |
| 4    | Cuautla                | 55   | 46 | 18 | 13 | 15 | 63 | 61 | +2   |                             |
| 5    | Cachorros León         | 43   | 46 | 12 | 10 | 24 | 72 | 90 | −18  |                             |
| 6    | Bachilleres            | 40   | 46 | 12 | 14 | 20 | 50 | 72 | −22  |                             |

 Fuente: RSSSF

### Grupo 2
| Pos. | Equipo           | Pts. | PJ | G  | E  | P  | GF | GC | Dif. | Clasificación               |
| ---- | ---------------- | ---- | -- | -- | -- | -- | -- | -- | ---- | --------------------------- |
| 1    | Salamanca        | 74   | 46 | 24 | 13 | 9  | 73 | 42 | +31  | Cuadrangular de la liguilla |
| 2    | Colima           | 68   | 46 | 23 | 10 | 13 | 76 | 50 | +26  | Cuadrangular de la liguilla |
| 3    | SUOO             | 53   | 46 | 19 | 6  | 21 | 57 | 59 | −2   |                             |
| 4    | Atlético Morelia | 52   | 46 | 13 | 17 | 16 | 56 | 51 | +5   |                             |
| 5    | Coyotes Neza     | 47   | 46 | 13 | 14 | 19 | 65 | 74 | −9   |                             |
| 6    | Zamora           | 47   | 46 | 14 | 13 | 19 | 47 | 64 | −17  |                             |

 Fuente: RSSSF

### Grupo 3
| Pos. | Equipo                  | Pts. | PJ | G  | E  | P  | GF | GC | Dif. | Clasificación               |
| ---- | ----------------------- | ---- | -- | -- | -- | -- | -- | -- | ---- | --------------------------- |
| 1    | Tapatío                 | 67   | 46 | 22 | 11 | 13 | 73 | 56 | +17  | Cuadrangular de la liguilla |
| 2    | Deportivo Tepic         | 64   | 46 | 21 | 10 | 15 | 64 | 52 | +12  | Cuadrangular de la liguilla |
| 3    | Lobos de Tlaxcala       | 60   | 46 | 18 | 11 | 17 | 79 | 70 | +9   |                             |
| 4    | La Piedad               | 58   | 46 | 19 | 11 | 16 | 55 | 57 | −2   |                             |
| 5    | Irapuato                | 56   | 46 | 16 | 16 | 14 | 57 | 54 | +3   |                             |
| 6    | Universidad Veracruzana | 44   | 46 | 11 | 15 | 20 | 58 | 80 | −22  |                             |

 Fuente: RSSSF

#### Grupo 4
| Pos. | Equipo                  | Pts. | PJ | G  | E  | P  | GF | GC | Dif. | Clasificación               |
| ---- | ----------------------- | ---- | -- | -- | -- | -- | -- | -- | ---- | --------------------------- |
| 1    | Estado de México        | 83   | 46 | 26 | 13 | 7  | 90 | 54 | +36  | Cuadrangular de la liguilla |
| 2    | Tuberos de Veracruz     | 52   | 46 | 16 | 11 | 19 | 57 | 62 | −5   | Cuadrangular de la liguilla |
| 3    | Tulancingo              | 52   | 46 | 14 | 18 | 14 | 72 | 83 | −11  |                             |
| 4    | Pachuca                 | 46   | 46 | 13 | 15 | 18 | 58 | 65 | −7   |                             |
| 5    | Atletas Industriales    | 40   | 46 | 12 | 8  | 26 | 58 | 85 | −27  |                             |
| 6    | UV de Coatzacoalcos (D) | 33   | 46 | 7  | 16 | 23 | 36 | 70 | −34  | Descenso de categoría       |

 Fuente: RSSSF

## Tabla general
| Pos. | Equipo                  | Pts. | PJ | G  | E  | P  | GF | GC | Dif. | Clasificación               |
| ---- | ----------------------- | ---- | -- | -- | -- | -- | -- | -- | ---- | --------------------------- |
| 1    | Estado de México        | 83   | 46 | 26 | 13 | 7  | 90 | 54 | +36  | Cuadrangular de la liguilla |
| 2    | Salamanca               | 74   | 46 | 24 | 13 | 9  | 73 | 42 | +31  | Cuadrangular de la liguilla |
| 3    | Colima                  | 68   | 46 | 23 | 10 | 13 | 76 | 50 | +26  | Cuadrangular de la liguilla |
| 4    | Tapatío                 | 67   | 46 | 22 | 11 | 13 | 73 | 56 | +17  | Cuadrangular de la liguilla |
| 5    | Deportivo Tepic         | 64   | 46 | 21 | 10 | 15 | 64 | 52 | +12  | Cuadrangular de la liguilla |
| 6    | Atletas Campesinos (C)  | 63   | 46 | 22 | 9  | 15 | 68 | 47 | +21  | Cuadrangular de la liguilla |
| 7    | Lobos de Tlaxcala       | 60   | 46 | 18 | 11 | 17 | 79 | 70 | +9   |                             |
| 8    | Nuevo Necaxa            | 59   | 46 | 19 | 13 | 14 | 64 | 52 | +12  | Cuadrangular de la liguilla |
| 9    | La Piedad               | 58   | 46 | 19 | 11 | 16 | 55 | 57 | −2   |                             |
| 10   | Veracruz                | 57   | 46 | 19 | 10 | 17 | 64 | 63 | +1   |                             |
| 11   | Irapuato                | 56   | 46 | 16 | 16 | 14 | 57 | 54 | +3   |                             |
| 12   | Cuautla                 | 55   | 46 | 18 | 13 | 15 | 63 | 61 | +2   |                             |
| 13   | SUOO                    | 53   | 46 | 19 | 6  | 21 | 57 | 59 | −2   |                             |
| 14   | Atlético Morelia        | 52   | 46 | 13 | 17 | 16 | 56 | 51 | +5   |                             |
| 15   | Tuberos de Veracruz     | 52   | 46 | 16 | 11 | 19 | 57 | 62 | −5   | Cuadrangular de la liguilla |
| 16   | Tulancingo              | 52   | 46 | 14 | 18 | 14 | 72 | 83 | −11  |                             |
| 17   | Coyotes Neza            | 47   | 46 | 13 | 14 | 19 | 65 | 74 | −9   |                             |
| 18   | Zamora                  | 47   | 46 | 14 | 13 | 19 | 47 | 64 | −17  |                             |
| 19   | Pachuca                 | 46   | 46 | 13 | 15 | 18 | 58 | 65 | −7   |                             |
| 20   | Universidad Veracruzana | 44   | 46 | 11 | 15 | 20 | 58 | 80 | −22  |                             |
| 21   | Cachorros León          | 43   | 46 | 12 | 10 | 24 | 72 | 90 | −18  |                             |
| 22   | Bachilleres             | 40   | 46 | 12 | 14 | 20 | 50 | 72 | −22  |                             |
| 23   | Atletas Industriales    | 40   | 46 | 12 | 8  | 26 | 58 | 85 | −27  |                             |
| 24   | UV de Coatzacoalcos (D) | 33   | 46 | 7  | 16 | 23 | 36 | 70 | −34  | Descenso de categoría       |

 Fuente: RSSSF

## Resultados
| Local \ Visitante    | ATC | ATI | BAC | CAL | COL | COY | CUA | EDM | IRA | LPD | LBT | MOR | NEC | PAC | SAL | SUO | TAP | TEP | TUB | TUL | UV  | UVC | VER | ZAM |
| -------------------- | --- | --- | --- | --- | --- | --- | --- | --- | --- | --- | --- | --- | --- | --- | --- | --- | --- | --- | --- | --- | --- | --- | --- | --- |
| Atletas Campesinos   | —   | 1–0 | 2–1 | 3–2 | 2–1 | 3–0 | 0–1 | 0–0 | 2–1 | 2–1 | 1–1 | 1–0 | 1–0 | 0–0 | 0–0 | 3–0 | 5–1 | 2–0 | 2–1 | 3–3 | 4–0 | 2–0 | 2–1 | 5–0 |
| Atletas Industriales | 1–4 | —   | 2–0 | 4–0 | 3–2 | 2–5 | 0–0 | 2–0 | 0–2 | 1–4 | 0–2 | 1–1 | 0–1 | 3–1 | 1–0 | 0–1 | 1–3 | 3–1 | 3–2 | 1–2 | 3–2 | 1–1 | 2–3 | 5–0 |
| Bachilleres          | 1–1 | 2–1 | —   | 0–0 | 1–3 | 3–2 | 2–2 | 0–0 | 1–0 | 4–1 | 2–1 | 1–1 | 2–1 | 1–0 | 1–2 | 0–2 | 4–4 | 1–1 | 2–0 | 1–2 | 3–2 | 1–1 | 0–0 | 0–1 |
| Cachorros León       | 2–1 | 5–1 | 2–0 | —   | 1–2 | 2–3 | 3–1 | 2–4 | 2–0 | 2–2 | 4–2 | 2–2 | 2–2 | 4–4 | 3–2 | 1–2 | 1–1 | 1–2 | 3–1 | 2–4 | 4–0 | 2–0 | 1–2 | 3–0 |
| Colima               | 2–2 | 3–1 | 1–0 | 3–1 | —   | 2–1 | 0–0 | 5–1 | 2–1 | 2–2 | 2–0 | 2–1 | 3–1 | 5–1 | 2–1 | 1–0 | 4–1 | 2–3 | 0–0 | 1–1 | 2–2 | 4–0 | 3–0 | 0–0 |
| Coyotes Neza         | 2–0 | 1–1 | 1–1 | 5–2 | 0–1 | —   | 3–1 | 1–1 | 1–1 | 0–0 | 1–3 | 2–1 | 4–5 | 0–0 | 1–0 | 0–2 | 1–0 | 1–0 | 6–2 | 2–2 | 3–3 | 3–0 | 0–1 | 0–1 |
| Cuautla              | 2–0 | 1–0 | 2–1 | 1–1 | 0–0 | 1–1 | —   | 1–3 | 4–2 | 2–1 | 0–1 | 1–0 | 2–0 | 2–1 | 1–1 | 1–1 | 1–2 | 1–0 | 2–1 | 3–3 | 3–2 | 6–2 | 0–0 | 1–0 |
| Estado de México     | 2–1 | 4–2 | 2–0 | 3–1 | 2–0 | 4–2 | 1–2 | —   | 2–1 | 3–0 | 4–1 | 4–1 | 3–1 | 4–2 | 2–1 | 4–1 | 2–0 | 3–1 | 1–1 | 4–2 | 5–2 | 1–1 | 2–0 | 3–3 |
| Irapuato             | 3–1 | 0–0 | 2–0 | 2–1 | 2–0 | 1–0 | 1–1 | 2–3 | —   | 0–0 | 1–1 | 1–1 | 1–0 | 1–0 | 1–1 | 1–0 | 4–2 | 1–0 | 1–1 | 1–1 | 3–0 | 4–1 | 2–1 | 2–1 |
| La Piedad            | 1–0 | 2–0 | 1–2 | 2–0 | 1–0 | 1–0 | 3–2 | 1–1 | 1–1 | —   | 2–0 | 1–3 | 1–0 | 2–1 | 2–0 | 2–0 | 1–2 | 2–0 | 1–0 | 1–1 | 0–0 | 3–1 | 3–1 | 1–0 |
| Lobos Tlaxcala       | 1–2 | 3–0 | 1–2 | 4–2 | 0–1 | 2–2 | 4–2 | 0–1 | 1–1 | 1–2 | —   | 4–1 | 1–3 | 1–1 | 2–2 | 3–1 | 1–2 | 4–1 | 1–0 | 2–2 | 1–1 | 2–0 | 3–0 | 3–1 |
| Morelia              | 1–0 | 4–1 | 1–1 | 1–1 | 3–1 | 2–0 | 1–3 | 1–2 | 2–2 | 5–0 | 2–2 | —   | 2–2 | 2–0 | 1–1 | 0–1 | 1–0 | 0–2 | 0–0 | 1–1 | 2–0 | 3–0 | 2–0 | 0–1 |
| Nuevo Necaxa         | 1–0 | 5–1 | 1–2 | 1–0 | 3–1 | 0–2 | 2–0 | 0–0 | 1–1 | 0–0 | 1–0 | 1–0 | —   | 1–1 | 2–2 | 2–2 | 1–3 | 1–0 | 0–0 | 1–1 | 2–1 | 4–1 | 1–0 | 1–1 |
| Pachuca              | 0–2 | 1–1 | 5–0 | 2–0 | 2–1 | 4–2 | 2–1 | 1–1 | 4–0 | 2–1 | 0–2 | 0–0 | 1–2 | —   | 0–2 | 1–0 | 1–1 | 2–1 | 2–2 | 2–2 | 1–1 | 2–1 | 1–2 | 3–0 |
| Salamanca            | 3–0 | 3–2 | 3–0 | 3–1 | 2–1 | 1–1 | 2–1 | 0–0 | 2–0 | 1–0 | 3–1 | 0–0 | 2–1 | 1–1 | —   | 2–1 | 1–0 | 1–0 | 2–1 | 2–0 | 2–2 | 3–1 | 3–0 | 3–0 |
| SUOO                 | 1–0 | 4–2 | 0–0 | 0–1 | 2–1 | 3–0 | 3–0 | 1–2 | 1–0 | 3–4 | 2–5 | 3–1 | 0–3 | 1–1 | 2–0 | —   | 3–2 | 6–0 | 0–0 | 0–0 | 3–1 | 1–0 | 1–0 | 0–1 |
| Tapatío              | 4–1 | 1–0 | 1–0 | 2–0 | 0–1 | 2–0 | 1–0 | 1–1 | 2–0 | 0–0 | 3–1 | 0–0 | 1–1 | 2–0 | 0–3 | 1–0 | —   | 0–2 | 2–0 | 6–1 | 5–0 | 0–0 | 2–1 | 4–2 |
| Tepic                | 1–1 | 3–0 | 1–1 | 3–0 | 0–3 | 2–2 | 0–0 | 2–1 | 2–1 | 2–1 | 2–0 | 0–1 | 2–0 | 1–0 | 1–0 | 2–0 | 3–1 | —   | 2–1 | 6–0 | 4–1 | 1–0 | 2–0 | 0–0 |
| Tuberos              | 1–0 | 1–1 | 5–3 | 1–0 | 2–2 | 2–0 | 1–0 | 2–0 | 1–3 | 3–0 | 1–2 | 1–0 | 1–3 | 0–1 | 3–1 | 2–1 | 3–2 | 0–0 | —   | 3–1 | 2–0 | 3–1 | 1–0 | 2–0 |
| Tulancingo           | 0–3 | 0–0 | 2–0 | 2–2 | 3–1 | 7–2 | 2–4 | 1–2 | 1–0 | 2–0 | 2–2 | 1–0 | 0–4 | 1–1 | 2–2 | 0–1 | 1–2 | 2–1 | 4–3 | —   | 1–1 | 0–1 | 3–1 | 1–0 |
| U. Veracruzana       | 0–1 | 2–0 | 3–1 | 1–1 | 0–1 | 0–1 | 0–1 | 0–0 | 3–0 | 1–0 | 2–2 | 2–1 | 0–0 | 3–1 | 0–0 | 2–0 | 1–1 | 1–3 | 1–0 | 3–1 | —   | 0–0 | 4–2 | 3–2 |
| U.V. Coatzacoalcos   | 1–1 | 0–3 | 1–1 | 4–1 | 1–0 | 0–0 | 3–2 | 0–0 | 1–1 | 2–0 | 1–2 | 2–3 | 1–0 | 0–1 | 0–1 | 4–0 | 0–0 | 0–0 | 0–0 | 0–1 | 1–1 | —   | 1–2 | 1–1 |
| Veracruz             | 1–0 | 2–0 | 3–0 | 4–1 | 0–2 | 1–0 | 4–1 | 3–2 | 1–1 | 4–1 | 2–0 | 0–0 | 2–0 | 3–1 | 1–3 | 2–1 | 0–0 | 3–3 | 2–0 | 3–3 | 2–2 | 0–0 | —   | 2–1 |
| Zamora               | 2–1 | 0–3 | 2–1 | 1–0 | 0–0 | 0–1 | 0–0 | 2–0 | 1–1 | 0–0 | 1–1 | 1–1 | 1–2 | 2–0 | 0–3 | 1–0 | 2–3 | 1–1 | 4–0 | 2–0 | 3–1 | 3–0 | 2–2 | —   |

## Liguilla por el título

### Grupo A
| Pos. | Equipo              | Pts. | PJ | G | E | P | GF | GC | Dif. | Clasificación     |
| ---- | ------------------- | ---- | -- | - | - | - | -- | -- | ---- | ----------------- |
| 1    | Atletas Campesinos  | 13   | 6  | 5 | 0 | 1 | 13 | 3  | +10  | Acceso a la final |
| 2    | Tapatío             | 6    | 6  | 2 | 1 | 3 | 9  | 10 | −1   |                   |
| 3    | Colima              | 6    | 6  | 1 | 3 | 2 | 6  | 10 | −4   |                   |
| 4    | Tuberos de Veracruz | 4    | 6  | 1 | 2 | 3 | 5  | 10 | −5   |                   |

 Fuente: [cita requerida]

#### Resultados
| Local \ Visitante  | ATC | COL | TAP | TUB |
| ------------------ | --- | --- | --- | --- |
| Atletas Campesinos | —   | 3–0 | 2–1 | 3–0 |
| Colima             | 0–3 | —   | 2–2 | 2–2 |
| Tapatío            | 1–2 | 0–2 | —   | 4–2 |
| Tuberos            | 1–0 | 0–0 | 0–1 | —   |

### Grupo B
| Pos. | Equipo           | Pts. | PJ | G | E | P | GF | GC | Dif. | Clasificación     |
| ---- | ---------------- | ---- | -- | - | - | - | -- | -- | ---- | ----------------- |
| 1    | Estado de México | 12   | 6  | 4 | 1 | 1 | 11 | 3  | +8   | Acceso a la final |
| 2    | Nuevo Necaxa     | 12   | 6  | 5 | 0 | 1 | 11 | 4  | +7   |                   |
| 3    | Deportivo Tepic  | 4    | 6  | 1 | 1 | 4 | 6  | 12 | −6   |                   |
| 4    | Salamanca        | 2    | 6  | 0 | 2 | 4 | 2  | 11 | −9   |                   |

 Fuente: [cita requerida]

#### Resultados
| Local \ Visitante | EDM | NEC | SAL | TEP |
| ----------------- | --- | --- | --- | --- |
| Estado de México  | —   | 2–0 | 2–0 | 4–0 |
| Nuevo Necaxa      | 2–1 | —   | 2–0 | 4–0 |
| Salamanca         | 0–0 | 1–2 | —   | 1–1 |
| Tepic             | 1–2 | 0–1 | 4–0 | —   |

### Final
La serie final del torneo enfrentó a los equipos de los Atletas Campesinos contra los Osos Grises del Estado de México. Siendo la ida en Querétaro y la vuelta en la capital mexiquense.
| 15 de junio de 1980 12:00 | Atletas Campesinos | 0-0 | Osos Grises | Estadio Municipal de Querétaro, Santiago de Querétaro |  |

| 22 de junio de 1980 11:00                                                                    | Osos Grises | 1-2 | Atletas Campesinos | Estadio Toluca 70', Toluca |  |
| Atletas Campesinos campeón de la Temporada 1979-80 y asciende a Primera División. Global 1-2 |             |     |                    |                            |  |

|                                         |
| Atletas Campesinos Campeón 1.er título. |